# クラウンガスライター
株式会社クラウンガスライター（Crown Gas Lighter）は、かつて日本に存在したライターの製造会社である。
法人としては後の廣済堂の前身にあたる。

## 歴史・概要

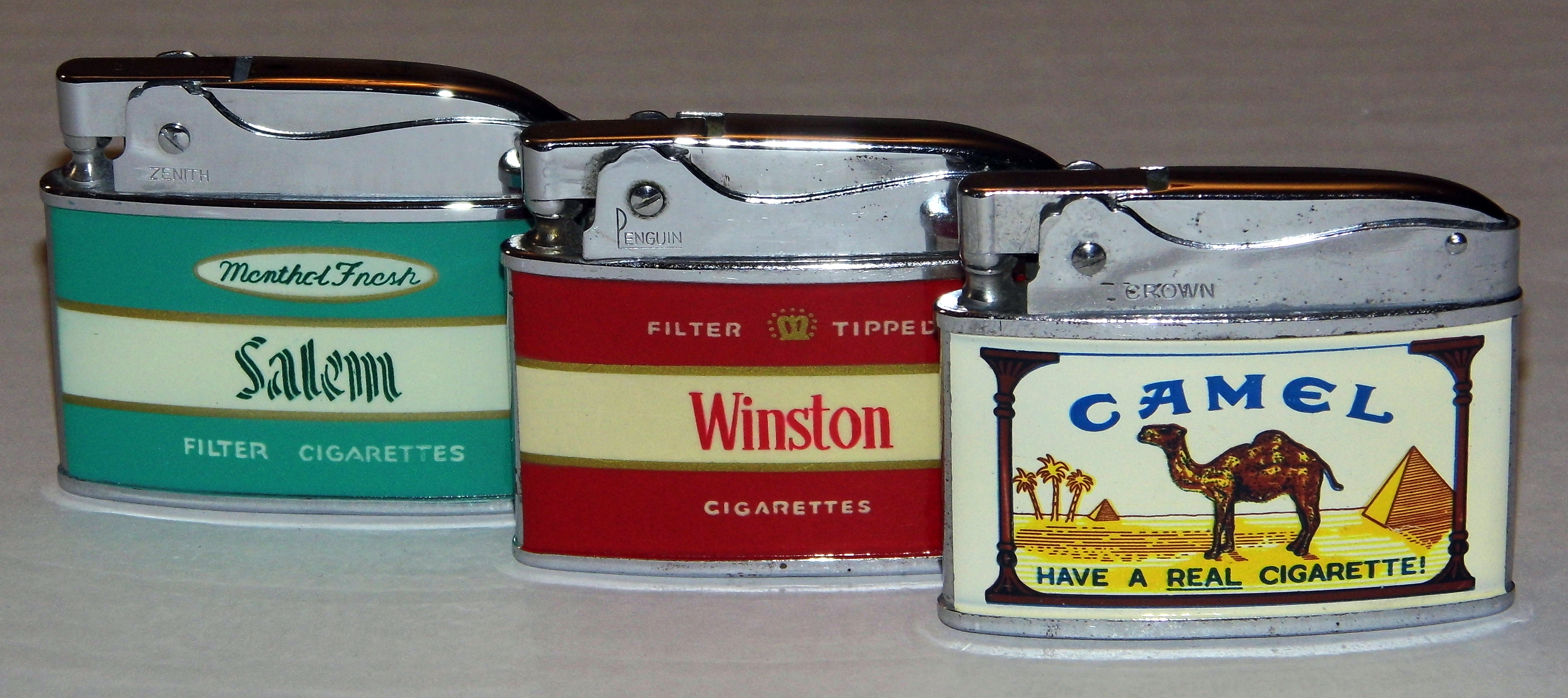
1950年代末に米国に輸出された日本製ノベルティライター。右のキャメルがクラウン(市川産業)、左のセーラムがゼニス、中央のウィンストンがペンギンライター製であるが、何れもロンソン・アドニスのコピー商品でもあった。

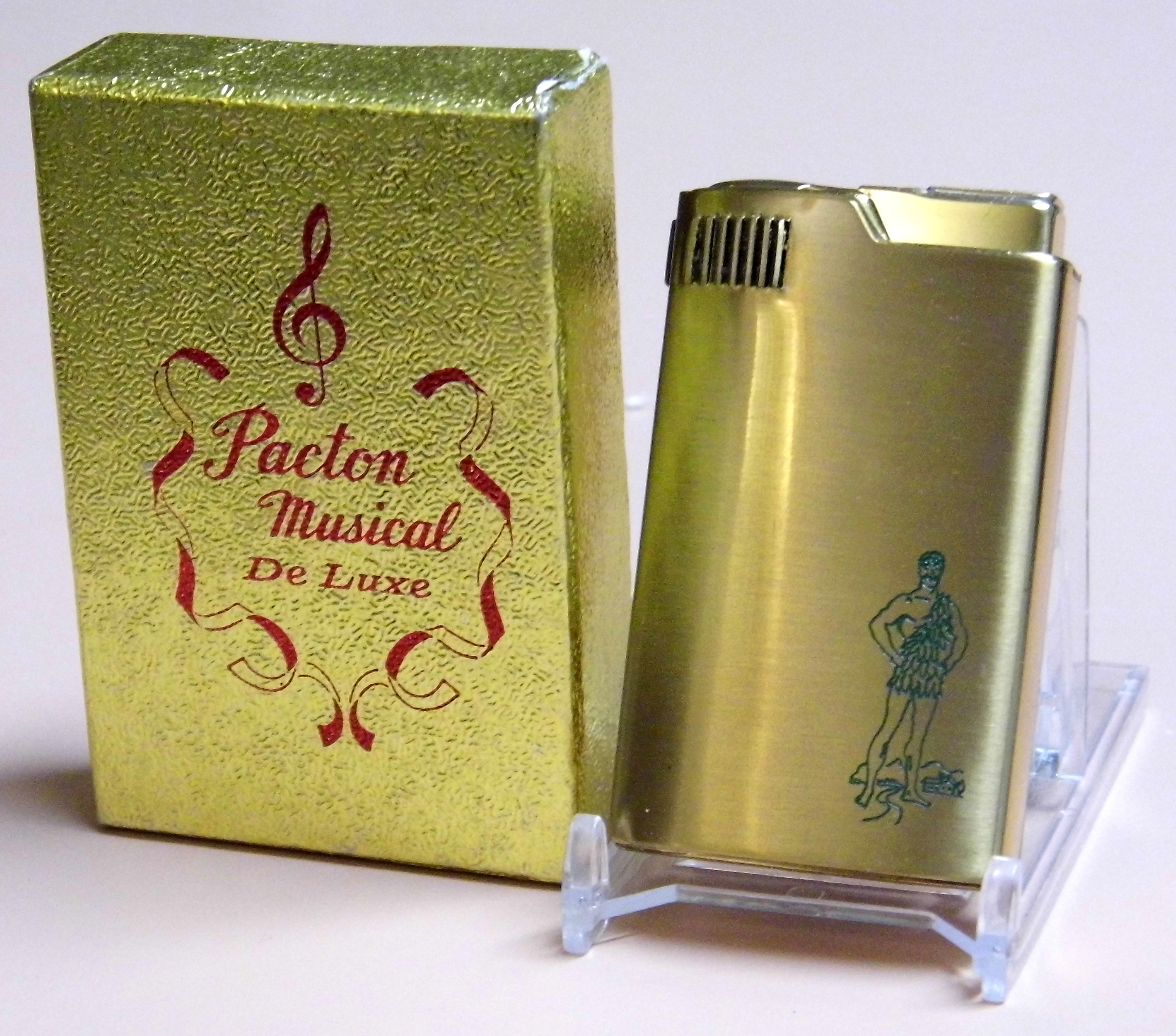
クラウンの別ブランドである「Pacton(パクトン)」名義で輸出された、クラウン・ミュージカルデラックス。内蔵されるオルゴールは三協精機製作所製ムーブメントが用いられた。

クラウンガスライターは戦後間もない1946年(昭和21年)に、市川要により市川産業株式会社（いちかわさんぎょう）として東京都新橋で発足。市川産業は1952年(昭和27年)よりガスライターの開発に着手し、1957年(昭和32年)にクラウンガスライターを発売する。
市川産業時代のクラウンガスライターは、1961年(昭和36年)時点で薄型のクラウン・バレンチナ、アウトドア向けのクラウン・ズーマー、婦人向けのクラウン・コンテス、若者向けのクラウン・ミネルバ、紳士向けのクラウン・ジェットフレームの5種類を販売しており、「完全炎調整装置」と称した米国特許取得の無段階調整式ガスバルブを特色とし、特にクラウン・ジェットフレームは欧州や米国市場に多数の輸出を記録していたという。
また、市川産業は創業当初から戦後に発足した同業他社と同様に進駐軍兵士が持参したロンソンやジッポーを参考にした数々のオイルライターも製造販売しており、1958年(昭和33年)以降オルゴール付のクラウン・ミュージカルライター、独特の開閉機構を有するクラウン・グレースライター、本邦初のパイプ専用ライターであるクラウン・パイプマスターといった、独創的なオイルライターを次々に開発し米国に輸出したが、1961年には北米市場にてロンソンからの特許権侵害訴訟にも直面している。
市川産業は1964年(昭和39年)に社名を株式会社クラウン産業に変更。1963年以降、日本のライター業界が協同してロンソンからの訴訟リスクへの対応を終えた後、クラウン産業は1965年(昭和40年)に更なる輸出拡大の為にロイヤル産業株式会社を輸出販社として設立した。
1966年(昭和41年)時点では大型の卓上タイプや、超薄型のクラウン・キャッツアイ、ズーマーよりも更に細身のクラウン・カデットなどの新モデルが追加。
1967年(昭和42年)に圧電素子を点火装置に用いた電子ライター、クラウン・オミクロンを発売。翌1968年(昭和43年)には後の多機能・高級路線の端緒とも言えるラジオ受信機に電子ライターを組み込んだ大型卓上ライターを発売。
1970年(昭和45年)には国産初の使い捨てライター、クラウン・マチュラーを発売。
1971年時点で年間生産数1000万個を達成、前年発売のマチュラーは樹脂製ガスタンクを交換可能な構造としたクラウン・ビューテンマッチに発展。本体200円、交換ガスタンク80円という構成で、後年のBICライターや東海精器・チルチルミチル等の100円ライターの嚆矢とも言える価格体系が取られていた。
1973年(昭和48年)にはクラウン産業は、関東クラウン工業他関連会社2社と共に廣済堂グループの傘下に入る。
1975年(昭和50年)に社名を株式会社クラウンガスライターに変更。電子ライターや100円ライターで大きなシェアを誇った。クラウンガスライター会長には平和相互銀行と太平洋クラブ創業者の小宮山英蔵が就いていた。
この時期の廣済堂グループは使い捨てライターで著名なbicの他、喫煙具も扱う高級ブランドであるディオールの国内販売も手掛けていた事から、当時のクラウンガスライターのラインナップは親会社の事業展開を反映して、使い捨てライターからバッテリー式点火やICライター、果ては液晶デジタル時計内蔵の高級モデルまで多彩であった。
1976年(昭和51年)10月、太平洋クラブに代わって福岡野球が運営するプロ野球チームの命名権を買収。冠スポンサーとなり、クラウンライター・ライオンズ（略称：クラウン・現在の埼玉西武ライオンズ）を名乗っていた。
契約期間は1978年(昭和53年)10月までの2年間であり、契約満了をもって球団は国土計画に売却された。
1978年6月に同社を存続会社とする形で関連会社の関東クラウン工業株式会社と廣済堂印刷株式会社を合併(逆さ合併)し、廣済堂クラウン株式会社へ社名変更。1981年(昭和56年)4月に株式会社廣済堂へ社名変更、「クラウン」の名は消滅した。

## 備考
- スポンサーを務めた福岡野球株式会社は、廣済堂クラウンとなって約4ヶ月後の1978年10月に上述の通り国土計画に買収され、福岡県から埼玉県に移転。株式会社西武ライオンズと改称した。
- チャッカマンで著名な東海 (ライターメーカー)の創業者は、クラウン産業時代に同社に在籍していた時期があり、ライター技術の基礎を習得した[24]。
- クラウン産業が廣済堂グループ入りした1973年に開設されたクラウンガスライター宇都宮工場は、1981年の廣済堂クラウンの社名変更時に廣済堂ビック宇都宮工場となり、その後1991年には廣済堂ビックの社名変更により廣済堂商事宇都宮工場となった[25]。
- クラウンライターの社名自体は、1979年(昭和54年)に旧クラウンガスライターの開発部門がクラウンライター工業と名称変更した事により、1983年(昭和58年)頃までは存続していた。

## モダンロイヤル株式会社
2025年(令和7年)現在、市川産業を母体とした企業はモダンロイヤル株式会社のみが現存している。
1965年発足のロイヤル産業は、創業当初から各種ライターのファブレスメーカーとして機能しており、1971年(昭和46年)に国内のライター製造元として有力であった株式会社廣田製作所(現・ライテック)の輸出部門である株式会社廣田モダントレーディングと対等合併し、モダンロイヤル株式会社に社名変更する。
創業者の市川要は、クラウン産業の廣済堂グループ入り後はモダンロイヤルに所属し、1980年代中期にはマルマンに製造委託した「おもしろライターシリーズ」を企画しヒットさせるなど
、クラウンライター消滅後もガスライターの販売拡大や技術開発に尽力。1993年(平成5年)に同社の経営の第一線から退いた後、2008年(平成20年)に死去した。
なお、モダンロイヤルは1985年(昭和60年)の円高不況による経営危機以降、将来の健康志向化を見越して段階的にライター事業を縮小していき、2006年(平成18年)に完全撤退。2025年現在はフィットネス事業と健康器具開発を主体とする企業に業態転換を果たしている。